# Anna Pavlova
Anna Pavlova (în rusă Анна Павловна (Матвеевна) Павлова; n. 12 februarie 1881, Sankt Petersburg, Imperiul Rus – d. 23 ianuarie 1931, Haga, Olanda de Sud, Țările de Jos) a fost balerina principală din Baletul Imperial Rus și din Ballets Russes al lui Sergei Diaghilev. Este cunoscută pentru baletul Moartea lebedei.
În 1891 s-a angajat A studiat la Școala Imperială de Balet începând cu 1891, și s-a angajat la Teatrul Mariinski în 1899, devenind primă-balerină în 1906.

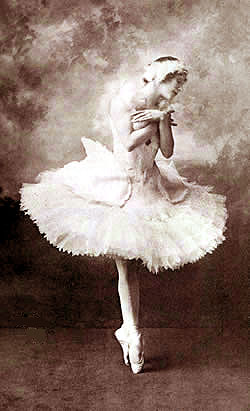
Scenă din filmul Moartea lebedei

## Filmografie
- 1916 Fata mută din Portici (The Dumb Girl of Portici), regia Phillips Smalley și Lois Weber
- 1925 Moartea lebedei (The Dying Swan), regia Mihail Fokin

## Filme despre Anna Pavlova
- 1983 Ana Pavlova (film TV)